# ريكاردو شامبرز
ريكاردو شامبرز (بالإنجليزية: Ricardo Chambers) هو منافس ألعاب قوى جامايكي، ولد في 7 أكتوبر 1984 في أبرشية تريلاوني في جامايكا.

## وصلات خارجية
- ريكاردو شامبرز على موقع الاتحاد الدولي لألعاب القوى (الإنجليزية)
- ريكاردو شامبرز على موقع الدوري الماسي (الإنجليزية)
- ريكاردو شامبرز على موقع أوليمبيديا (الإنجليزية)